# Чертов, Евгений Дмитриевич
Евгений Дмитриевич Чертов (род. 4 августа 1952, село Новосильское, Воронежская область) — доктор технических наук, профессор, депутат Воронежской областной думы, бывший ректор Воронежского государственного университета инженерных технологий.
В 1974 году окончил Воронежский технологический институт (квалификация «инженер — механик»).
Трудовую деятельность начал в 1973 году в должности старшего техника в Воронежском технологическом институте.
В 1976—1979 годах — проходил обучение в аспирантуре.
В 1979—1988 годах — ассистент, доцент кафедры «Теории механизмов, деталей машин и подъемно-транспортных приспособлений» Воронежского технологического института.
В 1985—1988 годах — декан заочного факультета Воронежского технологического института.
В 1988—1991 годах — проректор по заочному и вечернему обучению Воронежского технологического института.
В 1991 по 2008 годах — проректор по учебной работе Воронежского технологического института.
В 2008 по 2019 годах — ректор Воронежского государственного университета инженерных технологий.
С сентября 2015 года — депутат Воронежской областной думы VI созыва, председатель Комитета по образованию, науке и молодёжной политике.

## Награды
- Почётный работник высшего профессионального образования РФ
- Медаль ордена «За заслуги перед Отечеством» II степени[2]